# جاكي فلاورز
جاكي فلاورز (بالإنجليزية: Jackie Flowers)‏ هو لاعب كرة قدم أمريكية أمريكي، ولد في 4 مارس 1958 في جاكسونفيل في الولايات المتحدة.